# 佩尼亚尔瓦德亚维拉
佩尼亚尔瓦德亚维拉，是西班牙卡斯蒂利亚-莱昂阿维拉省的一个市镇，总面积24平方公里。佩尼亚尔瓦德亚维拉的人口自1990年開始穩定下降，1910年有354人。在2001年總人口126人，2010年總人口123人，人口密度5人/平方公里。